# Wonder World
Wonder World — второй студийный альбом южнокорейской группы Wonder Girls. Был выпущен 7 ноября 2011 года лейблом JYP Entertainment. Трек «Be My Baby» послужил ведущим синглом с альбома. И альбом, и сингл имели коммерческий успех, оба возглавили чарт Gaon и цифровые чарты.

## История создания и запись
23 октября на здании JYP Ent. был вывешен постер с надписью «R U Ready?» и обновленным чёрным логотипом группы. Позже JYP Ent. подтвердило, что выход нового альбома назначен на 7 ноября 2011 года. Но группа будет выступать в Корее всего месяц, так как группа готовится к своему туру по азиатским странам в декабре. Также стало известно, что в подготовке альбома участвуют люди, известные по всему миру.
Сайт Melon объявил, что перед выходом альбома, будут выпущены тизеры. Сайт сообщил даты выхода тизеров. 28 октября на официальном сайте группы были выложены фотографии каждой участницы в чёрном и белом, держащие пистолеты в антикварном стиле.
31 октября на сайте появились ещё фотографии, объединённые общей темой — «Красные Wonder Girls». 1 ноября на официальном Youtube-канале были выложены видео-тизеры. Второй видео-тизер появился 3 ноября. Тогда же стало известно, что заглавной песней будет «Be My Baby». 4 ноября было объявлено, что в альбоме будет 13 песен, 2 из которых — ремикс одной из песен и английская версия заглавного трека «Be My Baby». На следующий день после выхода «Be My Baby» достигла отметки 2 миллионов просмотров, а к декабрю песня заработала 12 миллионов просмотров.

## Концепт
Группа работала с людьми, известными по всему миру. Jonté Moaning, работавшая с Бейонсе над её песней «Freakum Dress» и бывшая в подтанцовке для «Single Ladies», участвовала в разработке хореографии для «Be My Baby». Дизайнер Johnny Wujek, стилист Кэти Перри, также помогал группе.

## Написание песен
Участницы группы также приняли участие в написании песен. Еын стала композитором и автором текста для «G.N.O», также участвовала в аранжировке «Me, in». Херим, при участии рэпера San-E, написала сольную песню «Act Cool». Юбин написала рэп-части для «Girls Girls», «Me, in» и «Sweet Dreams». Сохи и Юбин записали дуэт «SuperB». Песня «두고두고» (Du Go Du Go) — также дуэт Соне и Еын.

## Список композиций
| №                   | Название                       | Текст песни                    | Музыка                    | Примечания                                                                             | Длительность |
| ------------------- | ------------------------------ | ------------------------------ | ------------------------- | -------------------------------------------------------------------------------------- | ------------ |
| 1.                  | «G.N.O.»                       | Еын                            | Еын, Lee Woo Min, Fredrik | Girls Night Out                                                                        | 3:31         |
| 2.                  | «Be My Baby»                   | J.Y. Park "The Asiansoul"      | J.Y. Park "The Asiansoul" |                                                                                        | 3:32         |
| 3.                  | «Girls Girls»                  | Юбин                           |                           | Рэп-партии написала Юбин                                                               | 3:35         |
| 4.                  | «Me, in»                       | Юбин, Еын                      |                           | Ремейк песни “The Beauty” Shin Jung-hyeon. Аранжировка - Еын, Woo Min Lee. Рэп - Юбин. | 3:15         |
| 5.                  | «Sweet Dreams»                 | Юбин                           | DeepFrost                 | Рэп-партии написаны Юбин.                                                              | 3:35         |
| 6.                  | «Stop!»                        |                                |                           |                                                                                        | 3:23         |
| 7.                  | «Dear. Boy»                    | Jessica Martinez, Nikki Flores | Fingazz, DJ Nüre          |                                                                                        | 3:23         |
| 8.                  | «두고두고 (Du Go Du Go)»       | J.Y. Park "The Asiansoul"      |                           | Дуэт Соне и Еын                                                                        | 3:47         |
| 9.                  | «SuperB»                       |                                |                           | Дуэто Сохи и Юбин                                                                      | 3:21         |
| 10.                 | «Act Cool (Feat. San E)»       | Херим, San-E                   |                           | Соло Херим, рэп-партии написаны Херим.                                                 | 3:34         |
| 11.                 | «Be My Baby (Ra.D Mix)»        | J.Y. Park "The Asiansoul"      | Ra.D                      |                                                                                        | 3:28         |
| 12.                 | «Nu Shoes»                     |                                |                           |                                                                                        | 3:30         |
| 13.                 | «Be My Baby (English Version)» | J.Y. Park "The Asiansoul"      | J.Y. Park "The Asiansoul" |                                                                                        | 3:32         |
| Общая длительность: | Общая длительность:            | Общая длительность:            | Общая длительность:       | Общая длительность:                                                                    | 42:86        |

| №   | Название                       | Текст песни               | Музыка                    | Длительность |
| --- | ------------------------------ | ------------------------- | ------------------------- | ------------ |
| 13. | «Be My Baby (Chinese Version)» | J.Y. Park "The Asiansoul" | J.Y. Park "The Asiansoul" | 3:32         |

## Позиции в чартах
Спустя несколько часов после выхода альбома, песни заняли лидирующие позиции во многих чартах. 7 ноября в 8 часов утра заглавная песня «Be My Baby» заняла первое место в чартах Melon, MNet, Cyworld, Soribada, Naver Music, Daum Music, Monkey3, Bugs Music. Другие песни альбома получили места в первых 20 местах чартов.

### Альбом
| Chart                                     | Высшая позиция |
| ----------------------------------------- | -------------- |
| Еженедельные чарт альбомов Gaon           | 1              |
| Еженедельные чарт альбомов Gaon (местный) | 1              |
| Ежемесячный чарт альбомов Gaon            | 4              |
| U.S. Billboard World albums chart         | 5              |

### Синглы
| «Be My Baby» | 1 | 1 |

#### Другие песни
| «Me, In»                 | 7  | 17 |
| «Girls Girls»            | 10 | 18 |
| «G.N.O.»                 | 13 | 22 |
| «Stop!»                  | 20 | 49 |
| «Act Cool» (feat. San E) | 21 | 47 |
| «Sweet Dreams»           | 24 | -  |
| «Do Go Do Go»            | 26 | -  |
| «Dear Boy»               | 28 | -  |
| «Nu Shoes»               | 29 | -  |
| «Super B»                | 35 | -  |
| «Be My Baby» (Ra.D Mix)  | 38 | -  |

### Продажи
| Chart                   | Amount |
| ----------------------- | ------ |
| Физические продажи Gaon | 35,051 |